# Spirury
Spirury (Spirurida) jsou skupinou (řádem) z kmene hlístice. Jedná se mimo jiné i o významné parazity.

## Morfologie
Stejně tak jako ostatní hlístice nemají spirury cévní a dýchací soustavu, jejich tělo kryje kutikula. Mají trávicí soustavu, která začíná ústním otvorem umístěným na jednom konci jejich protáhlého těla a prostupuje pseudocoelem.

## Rozmnožování
Vytváří velké množství rezistentních vajíček a jsou pohlavně dimorfní.

## Zástupci
Mezi pro člověka významné parazity patří například vlasovec mízní, vlasovec oční nebo vlasovec kožní.

## Systém
Nadčeledi:
- Acuarioidea
- Aproctoidea
- Diplotriaenoidea
- Filarioidea
- Gnathostomatoidea
- Habronematoidea
- Physalopteroidea
- Rictularioidea
- Spiruroidea
- Thelazioidea